# Simalio
Genre
Simalio est un genre d'araignées aranéomorphes de la famille des Clubionidae.

## Distribution
Les espèces de ce genre se rencontrent en Inde, au Sri Lanka, aux Philippines et à la Trinité.

## Liste des espèces
Selon World Spider Catalog (version 17.5, 06/10/2016) :
- Simalio aurobindoi Patel & Reddy, 1991
- Simalio biswasi Majumder & Tikader, 1991
- Simalio castaneiceps Simon, 1906
- Simalio lucorum Simon, 1906
- Simalio percomis Simon, 1906
- Simalio petilus Simon, 1897
- Simalio phaeocephalus Simon, 1906
- Simalio rubidus Simon, 1897

## Publication originale
- Simon, 1897 : Histoire naturelle des araignées. Paris, vol. 2, p. 1-192 (texte intégral).